# Monroe (Ohio)
Monroe és una població dels Estats Units a l'estat d'Ohio. Segons el cens del 2000 tenia 7.133 habitants.

## Demografia
Segons el cens del 2000, Monroe tenia 7.133 habitants, 2.685 habitatges, i 2.040 famílies. La densitat de població era de 177,6 habitants/km².
Dels 2.685 habitatges en un 32,4% hi vivien nens de menys de 18 anys, en un 65,1% hi vivien parelles casades, en un 6,9% dones solteres, i en un 24% no eren unitats familiars. En el 20,3% dels habitatges hi vivien persones soles el 9,3% de les quals corresponia a persones de 65 anys o més que vivien soles. El nombre mitjà de persones vivint en cada habitatge era de 2,52 i el nombre mitjà de persones que vivien en cada família era de 2,91.
Per edats la població es repartia de la següent manera: un 22,8% tenia menys de 18 anys, un 6,5% entre 18 i 24, un 29,1% entre 25 i 44, un 22,6% de 45 a 60 i un 19% 65 anys o més.
L'edat mediana era de 40 anys. Per cada 100 dones de 18 o més anys hi havia 88,3 homes.
La renda mediana per habitatge era de 56.012 $ i la renda mediana per família de 62.528 $. Els homes tenien una renda mediana de 44.864 $ mentre que les dones 27.385 $. La renda per capita de la població era de 24.735 $. Aproximadament l'1% de les famílies i l'1,9% de la població estaven per davall del llindar de pobresa.

## Poblacions més properes
El següent diagrama mostra les poblacions més properes.